# Daniels Ontužāns
Daniels Ontužāns, né le 7 mars 2000 à Vangaži, est un footballeur letton qui évolue au poste d'attaquant au FC Hombourg.

## Biographie
Né à Vangaži, en Lettonie, Ontužāns déménage à Augsbourg avec ses parents, à l'âge de huit ans.

### Carrière en club
Après avoir commencé sa carrière avec les jeunes du JFC Skonto en Lettonie, il rejoint le FC Augsburg à la suite de son déménagement en Allemagne. C'est en 2010 qu'il intègre l'académie du Bayern Munich.
Lors de la saison 2019-2020, il intègre l'équipe réserve du Bayern, mais se blesse lors de la préparation avec la première équipe aux Etats-Unis. Après la pause hivernale il est prêté au FC Saint-Gall mais à cause de la pandémie de Covid-19, il ne dispute aucun match. La saison suivante Ontužāns revient à Munich pour jouer avec l'équipe réserve du Bayern.
Il fait ses débuts avec l'équipe première du Bayern le 15 octobre 2020 en Coupe d'Allemagne entrant en jeu lors de la victoire 3-0 contre le 1. FC Düren au premier tour,.
Il rejoint le SC Freiburg en 2021 après la descente de la réserve du Bayern en quatrième division, mais n'est destiné qu'à jouer en réserve. Il quitte le club en juin 2023.

### Carrière en sélection
Alors qu'il a auparavant été convoqué à plusieurs reprises en sélections de jeunes allemandes, Ontužāns reçoit sa première convocation en équipe nationale de Lettonie le 27 mai 2019 pour les matches de qualification pour l'Euro 2020 contre Israël et la Slovénie,.
Il fait ses débuts internationaux le 10 juin 2019, entrant en jeu à la 78e minute lors de la défaite contre la Slovénie.